# Adi Lukovac
Adi Lukovac (Sarajevo, 1970. − Blažuj, 18. lipnja 2006.), bio je bosanskohercegovački glazbenik.

## Životopis
Adi Lukovac je rođen 1970. godine u Sarajevu. Pohađao je Visoku školu za turizam i ugostiteljstvo u Sarajevu, a poslije je bio i student Sveučilišta u Sarajevu. Prvo je studirao filozofiju, a kasnije ekonomiju koju nikada nije diplomirao. Prvo muzičko iskustvo je stekao u grupi Bass Line, prvom bosanskohercegovačkom eksperimentalnom elektronskoj grupi. Grupa je napravila demo kasetu u periodu pred početak rata u Bosni i Hercegovini, prije nego je prestala sa radom.
Adi Lukovac spada u pionire elektroničke glazbe u Bosni i Hercegovini. U svojoj glazbi je uvijek provlačio etno motive (saz, napjevi), i dugo vremena djelovao skupa sa grupom Ornamenti, koji su bili bliski ideji "elektro ambijent etna". Osnovali su i etiketu PSW (Post War Sound) kao i studio, pod kojom su i objavili svoja dva albuma. Bio je suradnik Dine Merlina na albumu "Sredinom".
Lukovac je radio i svoje autorske projekte, glazbu za film "Remake". Glazbu za "Remake“ objavio je i kao soundtrack, odnosno zbirku remixa tema iz filma. To je njegov zadnji i najuspješniji projekt. Njegova je glazba također rabljena i u filmu "Put na mjesec" Srđana Vuletića, ali i u filmu "Sindrom" redateljice Ines Tanović. Autor je i glazbe za predstavu "Tvrđava" Sulejmana Kupusovića.
Poginuo je u teškoj prometnoj nesreći 18. lipnja 2006. u mjesu Blažuj pokraj Sarajeva.

## Diskografija
- Pomjeranja (1999.)
- Fluid (2001.)
- Fluid (2001.)
- Fluid (2002.)
- My Left Pussy Foot (1999.)
- Il Ponte (1999.)
- Remake (2003.)
- RFI Electronic Music Awards (2001.)